# حشمت‌الله لرنژاد
حشمت‌الله لرنژاد فرزند مرحوم حاج فتح الله (۱۳۲۶ در کرمانشاه – ۲۵ شهریور ۱۳۷۴ در کرمانشاه)، موسیقی‌دان و خوانندهٔ کُرد اهل ایران بود که ترانه‌های خود را به زبان‌های کردی و فارسی اجرا کرده‌است. وی برادر یدالله لرنژاد (شیدا کرماشانی) شاعر کُرد، و پدر حسام لرنژاد خواننده است.

## زندگی
حشمت‌الله لرنژاد در سال ۱۳۲۶ در شهر کرمانشاه به دنیا آمد. پدر و پدربزرگ وی نیز صدای دلنشینی داشتند. وی در سال ۱۳۴۳ در سن ۱۷ سالگی در ارکستر رادیو کردی کرمانشاه اولین ترانه‌ی خود را با شعری از برادرش، یدالله لرنژاد (شیدا کرمانشاهی) اجرا کرد و از همان زمان فعالیت رسمی خود را در زمینه‌ی موسیقی کُردی آغاز نمود. لرنژاد به سبک استادان موسیقی کردستان مانند سید علی‌اصغر کردستانی، علی مردان و طاهر توفیق گرایش داشت و مدت‌ها در رادیو کردی کرمانشاه از تعلیمات حسن زیرک خواننده نامی کُردستان استفاده کرد. وی در رادیو با گروهی از بزرگان موسیقی منطقه‌ی کرمانشاه مانند محمود بلوری، محمود مرآتی، اکبر ایزدی، سیف‌الله نادرشاهی و مسعود زنگنه مجد همکاری می‌کرد. وی علاوه بر این در ادارهٔ هواشناسی کرمانشاه کار می‌کرد و مدت ۲۵ سال کارمند این اداره بود.
سرودها و ترانه‌های حشمت‌الله لرنژاد به سبک‌های مختلف بود و تسلط کاملی بر گویش‌های کردی مانند هورامی، سورانی، گورانی، کرمانجی و کردی کلهری داشت که در آثار وی به خوبی مشهود است. لرنژاد خواننده‌ای مردمی و محبوب و دلبسته‌ی شهر و دیارش بود که این موضوع در آهنگ‌های کُردی که در ستایش شهر کرمانشاه خوانده -از جمله ترانهٔ "کرماشان"- مشهود است. وی در فن بداهه‌خوانی بسیار توانمند بود؛ چنان‌که یک بار به مناسبت دههه‌ی فجر برای اجرای موسیقی به پالایشگاه خانگیران سرخس دعوت شده بود و در شب اجرا پس از هماهنگی معلوم شد که گره‌ای در کار است، اما لرنژاد فوراً ابتکار به خرج داده و با بداهه‌خوانی در دستگاه شور (چپ کوک) که دستگاهی بسیار مشکل است، سرود «بهشت زندگی» را اجرا نمود که این کار باعث حیرت بسیاری از نوازندگان و تماشاچیان شد.
وی در خواندن ترانه‌های پاپ نیز مهارت کافی داشت. از جمله ترانه‌های پاپ وی می‌توان به ترانهٔ «خونهٔ من تورم نیش زمونه‌ست» با آهنگ‌سازی منوچهر طاهرزاده و شعر کیومرث حیدری، و ترانه‌ی «خورشید میهن ما تو دست شب اسیره» که مضمونی سیاسی-اجتماعی داشت، اشاره کرد. حشمت الله لرنژاد بیش از ۲۰۰ ترانهٔ کُردی با گویش‌های مختلف این زبان اجرا کرده‌است. 
حشمت‌الله لرنژاد در ۲۵ شهریور سال ۱۳۷۴ درگذشت و در گورستان میناآباد شهر کرمانشاه به خاک سپرده‌شد. فرزند وی حسام لرنژاد نیز در زمینۀ موسیقی فعالیت دارد و از خوانندگان کُرد است.